# Stadtwirtschaft
Der Begriff Stadtwirtschaft wird insbesondere in den Ländern Mecklenburg-Vorpommern, Brandenburg, Sachsen-Anhalt, Sachsen und Thüringen als Bezeichnung für ein Unternehmen oder eine organisatorische Einheit verwendet, die Tätigkeiten der Abfallentsorgung und Straßenreinigung innerhalb von kommunalen Gebietskörperschaften erbringt. Dieser Begriff der Stadtwirtschaft ist nicht mit dem Begriff Stadtwirtschaft in der Wirtschaftsstufentheorie zu verwechseln.

## Begriff
Der Begriff Stadtwirtschaft im Sinne des in diesem Artikel beschriebenen Wortgebrauchs wird als Bezeichnung für ein Unternehmen oder eine rechtlich bzw. wirtschaftlich unselbständige Einheit verwendet. Dabei wird er in der Regel kombiniert mit dem Ort, in dem sein Haupttätigkeitsbereich liegt, oder mit dem Ort, an dem der jeweilige Hauptgesellschafter seinen Sitz hat. Hinzu tritt die jeweilige Rechtsform, in der das Unternehmen bzw. die organisatorische Einheit die Tätigkeiten ausführt.
Beispiele für Stadtwirtschaften sind: Geraer Stadtwirtschaft GmbH, Hallesche Wasser und Stadtwirtschaft GmbH (Stadtwirtschaft Halle), SWE Stadtwirtschaft GmbH, Stadtwirtschaft Neubrandenburg GmbH und Stadtwirtschaft Eisenhüttenstadt GmbH sowie Stadtwirtschaft Weimar GmbH.
Als ähnliche Begriffe in Unternehmensnamen kommen vor „Stadtreinigung“ (zum Beispiel: Stadtreinigung Hamburg AöR, Eigenbetrieb Stadtreinigung Leipzig und BSR Berliner Stadtreinigung AöR) und „Abfallwirtschaft“ (zum Beispiel: Abfallwirtschaft Landkreis Osnabrück GmbH, Abfallwirtschaft Dithmarschen sowie Abfallwirtschaft und Stadtreinigung Freiburg GmbH).

## Geschäftstätigkeit/Geschäftsfelder
Die Geschäftstätigkeit erstreckt sich in der Regel auf die Felder:
1. Abfallentsorgung bzw. Abfallwirtschaft,
2. Straßenreinigung und
3. Winterdienst.

Je nach Unternehmen bzw. strategischer Ausrichtung des Geschäftsbetriebs finden sich zudem Geschäftsfelder wie:
1. Betrieb von Abfallsortier-/Abfallbehandlungsanlagen,
2. Betrieb von Abwasserentsorgungsanlagen,
3. Gebäudereinigung,
4. Betrieb von Müllverbrennungsanlagen,
5. Betrieb von Abfalldeponien sowie
6. Grünflächenbewirtschaftung.

Gelegentlich werden auch Geschäftsfelder wie öffentlicher Personennahverkehr und Sportstätten betrieben.

## Eigentümer und Rechtsformen
Zumeist handelt es sich um kommunale Unternehmen, deren Eigentümer Gebietskörperschaften (Landkreise, Städte und Gemeinden) sind. Als Rechtsformen sind juristische Personen (zumeist Gesellschaft mit beschränkter Haftung – GmbH – oder die Anstalt öffentlichen Rechts – AöR) gebräuchlich, aber auch die rechtlich und teilweise auch wirtschaftlich unselbständigen Eigenbetriebe und Regiebetriebe.
In einigen Fällen haben die Gebietskörperschaften Geschäftsanteile an Stadtwirtschaften ganz oder teilweise veräußert. Daher existieren auch gemischtwirtschaftliche Unternehmen, an denen Fremdbeteiligungen – zumeist von Entsorgungsunternehmen in privater Eigentümerschaft – Geschäftsanteile halten.

## Tarifvertragliche Zugehörigkeit
Zum überwiegenden Teil wenden diese Unternehmen den Tarifvertrag für den öffentlichen Dienst (TVöD) an. In einigen Fällen ist auch der Tarifvertrag des BDE (Bundesverband der deutschen Entsorgungswirtschaft e. V.) oder eine haustarifliche Lösung vorzufinden.

## Wirtschaftliche Ausrichtung
Im Unterschied zu Abfallentsorgungsunternehmen mit privaten Eigentümerstrukturen sind die Stadtwirtschaften zumal nicht primär an der Gewinnerzielung ausgerichtet, sondern orientieren sich an einer für die Bürger der jeweiligen Gesellschafterkommune möglichst niedrigen Gebührenhöhe für die Leistungen Abfallentsorgung und Straßenreinigung. Zudem unterliegen sie bei der Kalkulation ihrer Preise bzw. Gebühren in der Regel den strengen Vorschriften der jeweiligen Kommunalabgabengesetze und den Verordnungen über die Preisbildung bei öffentlichen Aufträgen.

## Branchenverband
Viele der Stadtwirtschaften organisieren sich im Verbund mit anderen kommunalen Abfallwirtschafts- und Stadtreinigungsunternehmen im Verband kommunaler Unternehmen (VkU) oder dem Verband kommunaler Abfallwirtschaft und Stadtreinigung im VkU (VkS im VKU).

## Regionalitätsprinzip
Die Unternehmen bzw. organisatorischen Einheiten orientieren sich zumeist an einem strengen Regionalitätsprinzip und führen ihre Geschäftstätigkeit zum überwiegenden Teil innerhalb des Gebietes der Kommune (Gemeinde, Stadt oder Landkreis) aus, die auch Gesellschafter ist. Um im Wettbewerb um insbesondere gewerbliche Abfälle bestehen zu können, bieten einige der Unternehmen ihre Leistungen auch im Umland an.